# Улица Верхняя Масловка
У́лица Ве́рхняя Ма́словка (в 1918—1922 годах — Коммунисти́ческая у́лица, ранее — Буты́рский прое́зд) — улица, расположенная в Северном административном округе города Москвы на территории района Аэропорт и Савёловского района.

## История
Название возникло в начале XX века, до этого на планах города улица была безымянной. Версии о происхождении названия противоречивы. По одной версии, оно связано с фамилией общественного деятеля XIX века С. А. Маслова — секретаря Московского общества сельского хозяйства, создателя опытного хозяйства на Бутырском хуторе. По другой версии, улица пролегала по территории бывшей пустоши Масловка. Действительно, на плане XVII века здесь указана пустошь Маслова. Какое-то время улица называлась Буты́рским прое́здом по соседней Бутырской (Миусской) заставе (ныне — площадь Савёловского Вокзала). Определение Верхняя отличает улицу от Нижней Масловки, являющейся её продолжением. В 1918—1922 годах Верхняя и Нижняя Масловки были объединены в Коммунисти́ческую у́лицу.
В 1930—50 годах на Верхней Масловке по инициативе М. Горького и И. Э. Грабаря был построен «Городок художников».

## Расположение
Улица Верхняя Масловка проходит от улицы Нижняя Масловка, Петровско-Разумовского проезда и Петровско-Разумовской аллеи на северо-запад, с северо-востока к ней примыкают Мирской проезд и Коленчатый переулок, далее улица пересекает Мирской переулок. С северо-востока к ней примыкает Мишин проезд, улица проходит дальше до Старого Петровско-Разумовского проезда. Нумерация домов начинается от улицы Нижняя Масловка.

## Примечательные здания и сооружения

### По нечётной стороне
- № 1, 3, 9 — здания архитектурного ансамбля Городка художников; на фасаде дома № 3 в 2020 году открыты мемориальные доски народным художникам СССР Гелию Коржеву и Алексею Грицаю; авторы бронзового диптиха — архитектор Константин Арабчиков и скульптор Иван Коржев[4].
- № 15, 17 — корпуса Военно-воздушной инженерной академии имени Н. Е. Жуковского. Возле второго дома установлен бюст Николаю Жуковскому.
- № 23 — жилой дом, построен как общежитие для профессорско-преподавательского состава академии им. Жуковского (1934).

### По чётной стороне
- № 18 — деревянный особняк, построенный в 1906 году промышленником Малютиным, в котором сейчас располагается Центр ремёсел Северного административного округа Москвы[5].

## Известные жители
Константин Листов, здесь он сочинил песню «В землянке»

## Транспорт

### Автобус
- 22: от Старого Петровско-Разумовского проезда до Мирского переулка
- 22к: односторонним движением от Старого Петровско-Разумовского проезда до Мирского переулка
- т29: от улицы Нижняя Масловка до Мирского переулка
- т42: от улицы Нижняя Масловка до Мирского переулка
- 727: от улицы Нижняя Масловка до Старого Петровско-Разумовского проезда

### Метро
- Станция метро «Динамо» Замоскворецкой линии — юго-западнее улицы, на Ленинградском проспекте
- Станция метро «Петровский парк» Большой кольцевой линии — юго-западнее улицы, на пересечении Ленинградского проспекта и Театральной аллеи

## В искусстве и литературе
- «На Верхней Масловке» — повесть Дины Рубиной
- «На Верхней Масловке» — фильм 2005 года по повести, в ролях Алиса Фрейндлих и Евгений Миронов
- «Вечера на Масловке близ Динамо» — двухтомник воспоминаний художника и реставратора Татьяны Хвостенко